# Ramptjärnen, Dalarna
Ramptjärnen är en sjö i Borlänge kommun i Dalarna och ingår i Dalälvens huvudavrinningsområde.